# The Fire Inside (Ten Sharp)
The Fire Inside è il secondo album del gruppo musicale olandese Ten Sharp, pubblicato dall'etichetta discografica Columbia/Sony nel 1993.
L'album, disponibile su long playing, musicassetta e compact disc, è prodotto da Michiel Hoogenboezem e Niels Hermes. I testi dei brani sono scritti da Ton Groen in un paio di occasioni con la collaborazione di Marcel Kapteijn, cantante del gruppo, mentre le musiche sono opera del già citato Hermes, altro componente dei Ten Sharp.
Dal disco vengono tratti i singoli Dreamhome (Dream On), Lines on Your Face e, l'anno dopo, Rumours in the City.

## Tracce

### Lato A
1. Where Love Lives
2. Dreamhome (Dream On)
3. Lines on Your Face
4. As I Remember
5. Close Your Eyes

### Lato B
1. Rumours in the City
2. Wildflower
3. Fly Away
4. Blue Moon
5. Say It Ain't So